# Aspidophiura cherbonnieri
Aspidophiura cherbonnieri is een slangster uit de familie Ophiolepididae.
De wetenschappelijke naam van de soort werd in 1991 gepubliceerd door C. Vadon.